# Hans-Jürgen Bäumler
Hans-Jürgen Bäumler (ur. 28 stycznia 1942 w Dachau) – niemiecki łyżwiarz figurowy reprezentujący RFN, startujący w konkurencji solistów, a następnie w parach sportowych z Mariką Kilius. Dwukrotny wicemistrz olimpijski ze Squaw Valley (1960) i Innsbrucka (1964), dwukrotny mistrz (1963, 1964) i wicemistrz świata (1959), 6-krotny mistrz Europy (1959–1964), 7-krotny mistrz RFN.
Po zakończeniu kariery łyżwiarskiej został piosenkarzem, aktorem i prezenterem telewizyjnym. W 1974 roku ożenił się. Ma dwóch synów.

## Osiągnięcia

### Pary sportowe
Z Mariką Kilius
| Zawody               | 1958           | 1959           | 1960           | 1961           | 1962           | 1963           | 1964           |                |                |                |                |                |                |                |                |                |                |
| Międzynarodowe       | Międzynarodowe | Międzynarodowe | Międzynarodowe | Międzynarodowe | Międzynarodowe | Międzynarodowe | Międzynarodowe | Międzynarodowe | Międzynarodowe | Międzynarodowe | Międzynarodowe | Międzynarodowe | Międzynarodowe | Międzynarodowe | Międzynarodowe | Międzynarodowe | Międzynarodowe |
| -------------------- | -------------- | -------------- | -------------- | -------------- | -------------- | -------------- | -------------- | -------------- | -------------- | -------------- | -------------- | -------------- | -------------- | -------------- | -------------- | -------------- | -------------- |
| Igrzyska olimpijskie |                |                | 2              |                |                |                | 2              |                |                |                |                |                |                |                |                |                |                |
| Mistrzostwa świata   | 6              | 2              | 3              |                |                | 1              | 1              |                |                |                |                |                |                |                |                |                |                |
| Mistrzostwa Europy   | 5              | 1              | 1              | 1              | 1              | 1              | 1              |                |                |                |                |                |                |                |                |                |                |
| Krajowe              |                |                |                |                |                |                |                |                |                |                |                |                |                |                |                |                |                |
| Mistrzostwa RFN      | 1              | 1              | 2              | 2              | 2              | 1              | 1              |                |                |                |                |                |                |                |                |                |                |

### Soliści
| Zawody             | 1955           | 1956           | 1957           | 1958           | 1959           |                |                |                |                |                |                |                |                |                |                |                |                |
| Międzynarodowe     | Międzynarodowe | Międzynarodowe | Międzynarodowe | Międzynarodowe | Międzynarodowe | Międzynarodowe | Międzynarodowe | Międzynarodowe | Międzynarodowe | Międzynarodowe | Międzynarodowe | Międzynarodowe | Międzynarodowe | Międzynarodowe | Międzynarodowe | Międzynarodowe | Międzynarodowe |
| ------------------ | -------------- | -------------- | -------------- | -------------- | -------------- | -------------- | -------------- | -------------- | -------------- | -------------- | -------------- | -------------- | -------------- | -------------- | -------------- | -------------- | -------------- |
| Mistrzostwa świata |                | 12             |                | 14             |                |                |                |                |                |                |                |                |                |                |                |                |                |
| Mistrzostwa Europy |                | 14             | 6              | 8              |                |                |                |                |                |                |                |                |                |                |                |                |                |
| Krajowe            |                |                |                |                |                |                |                |                |                |                |                |                |                |                |                |                |                |
| Mistrzostwa RFN    | 4              | 3              | 2              | 3              | 3              |                |                |                |                |                |                |                |                |                |                |                |                |